# Colli di Rimini Rebola amabile
Il Colli di Rimini Rebola amabile è un vino DOC la cui produzione è consentita nella provincia di Rimini.

## Caratteristiche organolettiche
- colore: dal paglierino all'ambrato
- odore: caratteristico, delicato, fruttato
- sapore: amabile, armonico, particolarmente morbido

## Produzione
Provincia, stagione, volume in ettolitri
- nessun dato disponibile